# チャイコフスキーとベリャーエフ・サークル

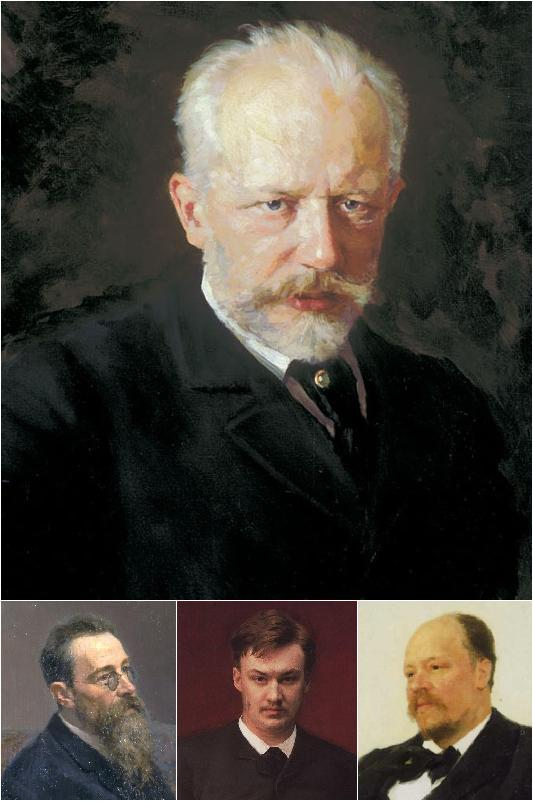
上：ピョートル・チャイコフスキー。下（左から順に）：ニコライ・リムスキー＝コルサコフ、アレクサンドル・グラズノフ、アナトーリ・リャードフ

ピョートル・チャイコフスキーとベリャーエフ・サークルと呼ばれる作曲家集団は1887年からチャイコフスキーが没する1893年まで関係を保ち、この関係性は彼ら自身の音楽全般に影響を与えるのみならず、続く世代のロシアの作曲家たちが方向性を定めるにあたっても幾ばくかの役割を果たした。サークルの名前の由来は材木商のミトロファン・ベリャーエフである。ベリャーエフはアマチュアの音楽家であったが、アレクサンドル・グラズノフの作品に興味を引かれて以降は音楽のパトロンとして影響力を持ち、出版業にも携わった。チャイコフスキーは1887年にはロシアの主導的作曲家のひとりとして確固たる地位を築いていた。ロシア皇帝アレクサンドル3世の寵愛を受け、国の至宝として広く認められていたのである。彼は指揮者としてロシアや西ヨーロッパで客演し、1890年にはアメリカ合衆国でも指揮台に上っている。対照的にベリャーエフ・サークルに先行する形で愛国的作曲家グループとして知られたロシア5人組の栄華は過ぎ去っており、一団が散り散りになって久しかった。5人組の中で引き続き作曲家として精力的に活動し続けていたのはニコライ・リムスキー＝コルサコフただひとりだったのである。サンクトペテルブルク音楽院の教授として作曲と管弦楽法の講義で教鞭を執るうちに、リムスキー＝コルサコフはかつて5人組が認めようとしなかった西欧流の作曲訓練を固く信奉するようになっていた。
ベリャーエフ・サークルを率いる作曲家であるグラズノフ、アナトーリ・リャードフ、リムスキー＝コルサコフとともに過ごした結果、チャイコフスキーがかつて5人組との間に抱えていた少々悩ましい関係性はより親和的な関わりの中へと最終的に混ざり合わさっていくことになる。これらの人物との親交によりチャイコフスキーは作曲家としての自らの力量へ自信を深め、一方彼の音楽がグラズノフに愛国者の課題を超えた先へと芸術観を広げさせ、より普遍的な主題に沿って作曲をさせた。この影響が現れた交響曲第3番は彼の作品中でも「反5人組」交響曲として知られるようになり、チャイコフスキーの後期交響曲とは様式的に複数の共通点を持っている。大きな影響を受けたのはグラズノフだけではなかった。リムスキー＝コルサコフがベリャーエフ・サークルの作曲家について記した「チャイコフスキー崇拝と（中略）折衷主義へ向かう傾向」がこの時期に優勢となってきており、チャイコフスキーの後期オペラ『スペードの女王』と『イオランタ』に典型的に表れている「ウィッグとファージンゲールの時代のイタリア＝フランス音楽」への偏向も幅を利かせるようになっていた。
長きにわたってチャイコフスキーがベリャーエフ・サークルに与える影響は決して大きなものではなかった。彼らは5人組に比べて音楽に対して折衷的なアプローチを取り、絶対音楽に重きを置いてはいたものの、全体的な様式感はチャイコフスキーよりもリムスキー＝コルサコフに類似したものであり続けた。グラズノフですら円熟期の作品ではチャイコフスキーを強く反映するところからは遠ざかり、代わりに愛国的な様式と万国的な様式を折衷する形で融合させていった。ベリャーエフ一派の作曲家も総体としてはロシアに愛国的な音楽観を伝播させていったのであり、彼ら自身もソビエト時代までの作曲家に影響を及ぼした。

## リムスキー＝コルサコフ

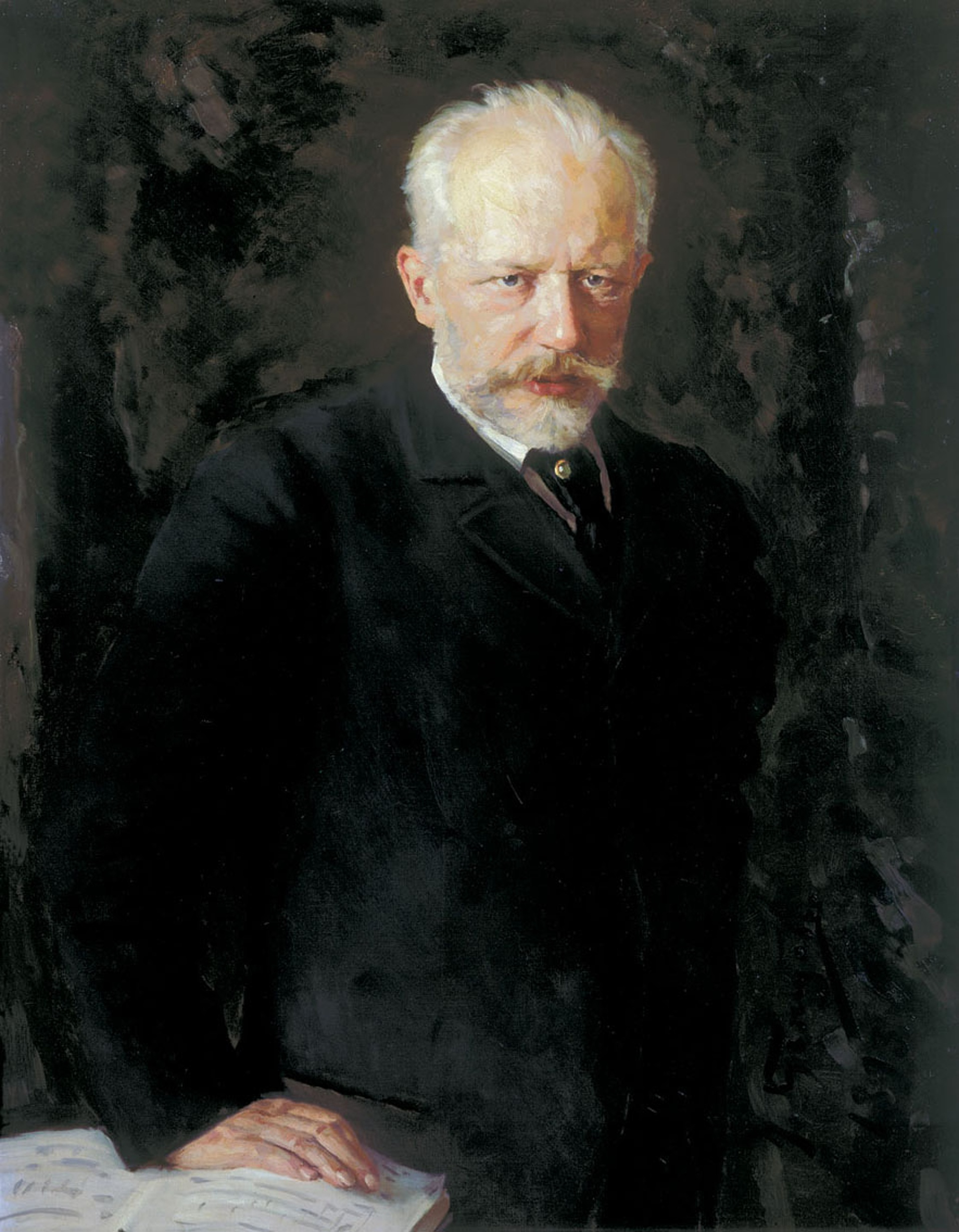
『ピョートル・イリイチ・チャイコフスキー』。1893年、ニコライ・クズネツォフ画。

1884年、44歳となるピョートル・チャイコフスキーは1878年の結婚の失敗以来悩まされてきた社交嫌いと落ち着きのなさを表に出すようになってきており、それによってロシア、西ヨーロッパ中を巡る旅に出る頻度も増加していた。1884年3月にはロシア皇帝アレクサンドル3世が彼に聖ウラディーミル勲章（第4位）を与えた。世襲制であるこの貴族階級を得て、さらに皇帝がチャイコフスキー作品を私的に鑑賞することが決まった。皇帝からの受勲は公的に認められたという可視的な証明となり、チャイコフスキーが婚姻の状況に絡む恥辱から立ち直るのを助けるものだった。1885年1月にサンクトペテルブルクでハンス・フォン・ビューローの指揮の下、組曲第3番が成功を収めたことで、彼の心の中では完全な回復が終わっていたのかもしれない。チャイコフスキーはパトロンのナジェジダ・フォン・メックに宛てて次のように書き送っている。「かつてこれほどまでの大成功を目にしたことがありません。目にしたのは客席全体が感動し、私に感謝する様子だったのです。このような瞬間は芸術家の生涯を彩る最上の装飾です。これがあるからこそ、生きて仕事をする価値があるのです。」各紙も一様に好意的であった。
いまだに外部での付き合いに軽蔑感を抱いていたものの、チャイコフスキーは2つの理由から社交の場に出るようになっていた。ひとつは自らの名声が高まっていたこと、もうひとつはロシア音楽を広めることを自らの義務と考えていたことである。この目的のために、彼は自らの門下を巣立ちモスクワ音楽院の院長になっていたセルゲイ・タネーエフに力を貸し、学生の試験に同席したり幾度かにわたり様々な職員の敏感な関係を取り決めたりした。また、チャイコフスキーは1889年から1890年にかけてのシーズンにはロシア音楽協会モスクワ支部の支部長を務めている。彼は在職中にヨハネス・ブラームス、アントニン・ドヴォルザーク、ジュール・マスネといった国際的な著名人を数多く指揮者として招いている。チャイコフスキーは自らの作品と客演指揮者としての役割の両面からロシアの音楽の普及を行った。1887年1月、モスクワのボリショイ劇場で行われた自作のオペラ『チェレヴィチキ』の初演において、彼は急遽最初の3回を代打として指揮台に上ることになった。自作の指揮を自ら行うことがロシア国外における成功の鍵にある程度はなってくると考えていた彼は、短くとも10年来にわたり指揮を習得したいと考えていたのだった。『チェレヴィチキ』公演期間の1年のうち、チャイコフスキーはヨーロッパ中、ロシア中でひっぱりだこであったお蔭で生来のあがり症を克服でき、自信に弾みをつけることができたのである。

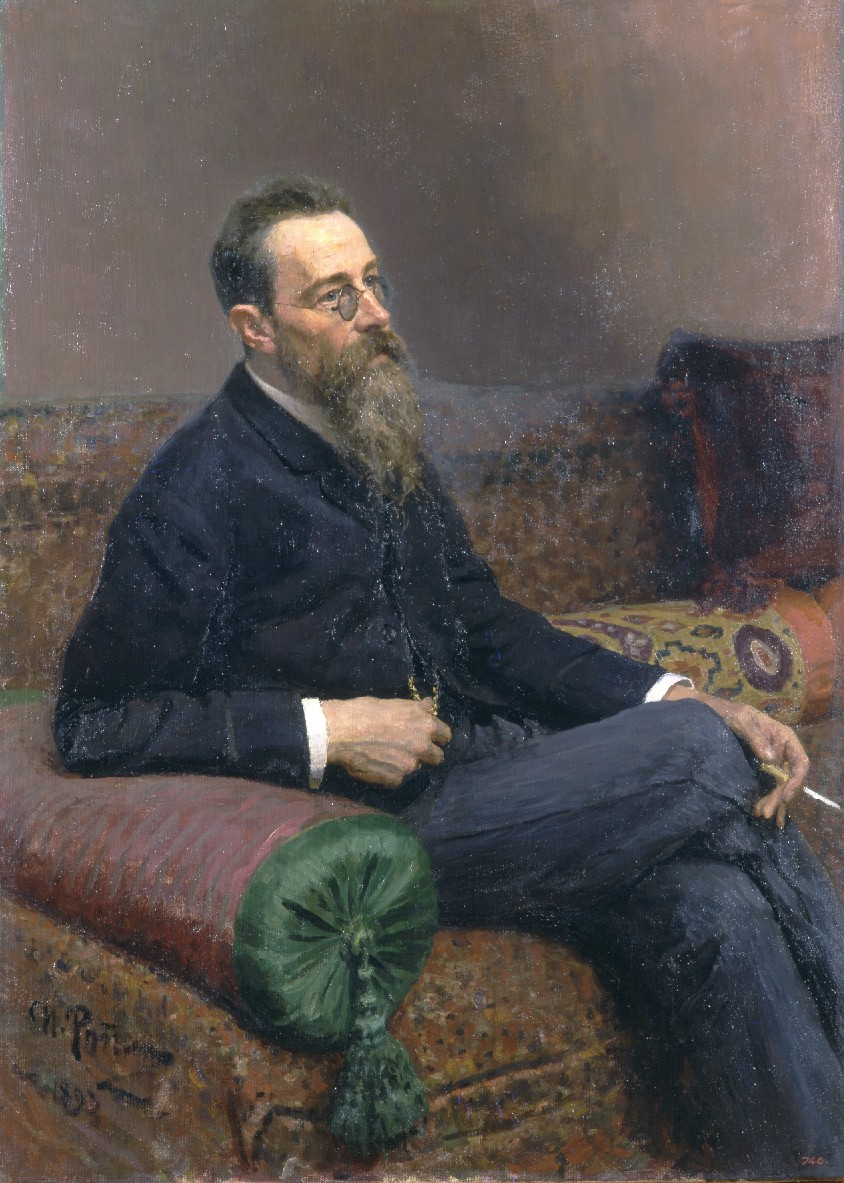
リムスキー＝コルサコフの肖像。イリヤ・レーピン画。

チャイコフスキーとリムスキー＝コルサコフの関係性は1887年11月の彼のサンクトペテルブルク訪問までに変遷をたどっていた。ロシア5人組の一員であったリムスキー＝コルサコフは作曲家としては本質的に独学であった。チャイコフスキーが学校教育を受けていたこと、そして5人組が信奉する音楽の哲学に賛同しなかったことを背景に、リムスキー＝コルサコフは彼に疑いの眼差しを向けていた。しかし、1871年にサンクトペテルブルク音楽院の教授として任用されることになったリムスキー＝コルサコフは、その役割を担うには自分に備えが足りないと知ることになる。また同時に彼の作曲活動は袋小路に陥っており、自らの創作の道がそれ以上先に続かないものであることを認識したのであった。彼は自らの状況をかいつまんで手紙にしたためてチャイコフスキーに送り、何をすべきなのかと問うた。手紙はその痛ましさによりチャイコフスキーの「心を深く動かし、驚かせた」 。後にチャイコフスキーがフォン・メックに伝えたとおり「もちろん彼には勉学が必要だった。」
1871年から1874年にかけて音楽院で教壇に立つ傍ら、リムスキー＝コルサコフは徹底的に西欧の作曲技法の基礎をさらい、アカデミックな訓練が作曲家としての成功に及ぼす価値を確信するに至った。チャイコフスキーは態度を翻したリムスキー＝コルサコフを尊敬すべき仲間ととらえるようになり、大親友とはいかないまでも親しい間柄にはなった。5人組の他のメンバーがリムスキー＝コルサコフの態度の変化に対して敵意を示した際、チャイコフスキーは道徳的な態度で彼を支え続け、リムスキー＝コルサコフの行いを全面的に称賛すること、また彼の芸術に対する謙虚さと個性の強さの両方に感心していることを伝えたのである。また1876年以来、チャイコフスキーはサンクトペテルブルクを訪れた折にはリムスキー＝コルサコフの家に立ち寄るのが常であった。ある時には、チャイコフスキーからモスクワ音楽院の院長にしてやってもいいと申し出があったが、これはリムスキー＝コルサコフが辞退している。
チャイコフスキーの称賛はリムスキー＝コルサコフの作品へと及んだ。彼はリムスキー＝コルサコフの『スペイン奇想曲』を「楽器法の途方もなく偉大な作品」と考え、その作曲者を「今日で最大の巨匠」と呼んだのである。チャイコフスキーは日記の中で次のように明かしている。「[リムスキー＝]コルサコフの『雪娘』に目を通して彼の熟達ぶりに驚かされるばかりか、（恥ずかしながら認めると）妬ましささえ覚えた。」

## グラズノフ
チャイコフスキーはリムスキー＝コルサコフの業績のみならず、10代のグラズノフの仕事にも感銘を受けていた。神童であったグラズノフはピアノの練習を9歳から、作曲を11歳から始めていた。13歳だった1879年に出会ったミリイ・バラキレフからリムスキー＝コルサコフについて作曲、対位法、管弦楽法の個人レッスンを受けるよう推薦を受け、彼は自ら手掛けた管弦楽の総譜をリムスキー＝コルサコフの元へ持参した。「その少年の才能は疑いなく明らかなものだった」とリムスキー＝コルサコフは回想している。リムスキー＝コルサコフの下で2年に少し満たないくらいの期間学んだグラズノフは、リムスキー＝コルサコフの言に依れば「日ごとではなく、文字通り毎時」進歩していった。同時に彼はバラキレフからの助言も受け続けた。16歳で完成させた交響曲第1番は、1882年3月29日にバラキレフの指揮により初演され成功を収めた。この演奏を聴いていたのが材木王でアマチュアの音楽家であったミトロファン・ベリャーエフであり、彼は若き作曲家を自らの庇護下に置くことになる。もうひとりはチャイコフスキーと親交のあったセルゲイ・タネーエフである。グラズノフは最終的にサンクトペテルブルク音楽院の教授となり、その後音楽院長にまで登り詰めていく。

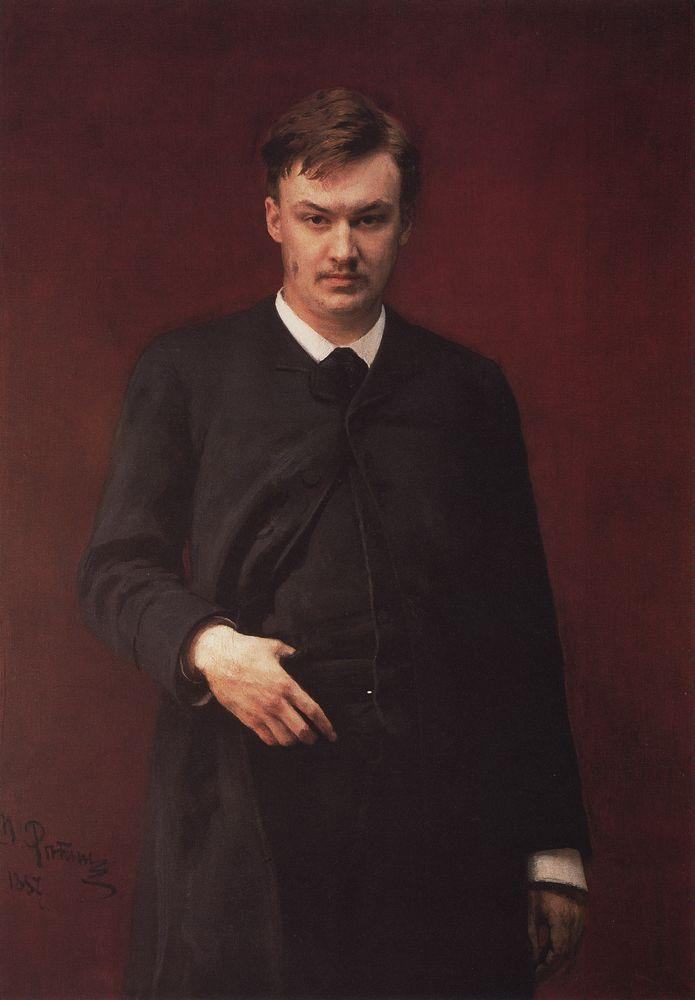
アレクサンドル・グラズノフの肖像。1887年、イリヤ・レーピン画。

タネーエフから交響曲第1番の初演に関して聞かされたチャイコフスキーはたちまちグラズノフに強い関心を示しはじめる。当時、彼はバラキレフにこう書き送っている。「グラズノフには大層興味を引かれます。この若者にその交響曲を送ってもらって目を通すことができたりしないでしょうか。それに彼が曲を完成させるにあたり、内容面もしくは技術面のどちらかにでも貴方やリムスキー＝コルサコフの助力を得たのかどうかということも知りたく思います。」バラキレフの返信は次のようなものだった。「グラズノフについてお尋ねですね。彼は非常に才能に恵まれた若者で、リムスキー＝コルサコフの下で1年学びました。交響曲を作曲した時、彼はいかなる助けも必要としませんでした。」グラズノフの弦楽四重奏曲第1番を研究したチャイコフスキーは弟のモデストにこう伝えている。「[リムスキー＝]コルサコフを模倣しているにもかかわらず（中略）驚くべき才能が認められる。」後にグラズノフは管弦楽のための『抒情的な詩』の写譜をチャイコフスキーへ送っているが、チャイコフスキーは以前にその作品に関してバラキレフへと熱狂的な調子で筆を執り、自身の作品を出版していたユルゲンソンからの出版を薦めていたのである。
批評家のウラディーミル・スターソフによれば、グラズノフとチャイコフスキーが初めて出会ったのは1884年10月、バラキレフ主催の集まりの場であったという。このときグラズノフは19歳になっていた。チャイコフスキーはオペラ『エフゲニー・オネーギン』がマリインスキー劇場で上演されるのに合わせてサンクトペテルブルクに滞在していた。後年、グラズノフが記したところでは愛国主義のサークルは「もはやかつてのようにイデオロギー的に閉鎖的で隔絶されていたわけではなかった」ものの、彼らは「P.I.チャイコフスキーを仲間とは看做していなかった。我々が価値を見出していたのは『ロメオとジュリエット』、『テンペスト』、『フランチェスカ[・ダ・リミニ]』そして交響曲第2番の終楽章のような彼の一部の作品だけだったのである。その他の彼の仕事は知らない作品か、我々とは相容れない作品だった。」チャイコフスキーの存在はその場にいたグラズノフや他の若い作曲家の認めるところとなり、チャイコフスキーが彼らと交わす会話は「幾分埃っぽい雰囲気の中に居る我々の中心へ吹き込む新鮮な風だった（中略）リャードフや私を含め、居合わせた若い音楽家たちはチャイコフスキーの人柄に魅せられてバラキレフの家を後にした。（中略）リャードフが述べたように、我々が偉大な作曲家と知り合えたことは大変な出来事であった。」
グラズノフが付け加えるには、彼とチャイコフスキーの関係性は「自分たちの仲間（中略）でない」年長の作曲家との関係からチャイコフスキーが没するまで続く親密な友人関係へと変化したという。「私はバラキレフ邸や私の自宅で非常に頻繁にチャイコフスキーと会っていた」とグラズノフは回想する。「大抵は音楽のことで顔を合わせていた。彼は常に我々の社会サークルの最も嬉しい客人のひとりとして姿を見せたのである。私とリャードフに加え、リムスキー＝コルサコフとバラキレフも我々の集まりの常連だった。」チャイコフスキーが人生最後の数年間で多くの時間を共にするようになっていったこのサークルが、支援者であるベリャーエフの名前にちなみベリャーエフ・サークルとして知られるようになるのである。音楽学者のリチャード・タラスキンによれば、ベリャーエフはその資金力をもってバラキレフやスターソフでは成し得なかったほどに強力かつ永続的にロシアの音楽を方向付けたのだった。

## ベリャーエフと彼のサークル

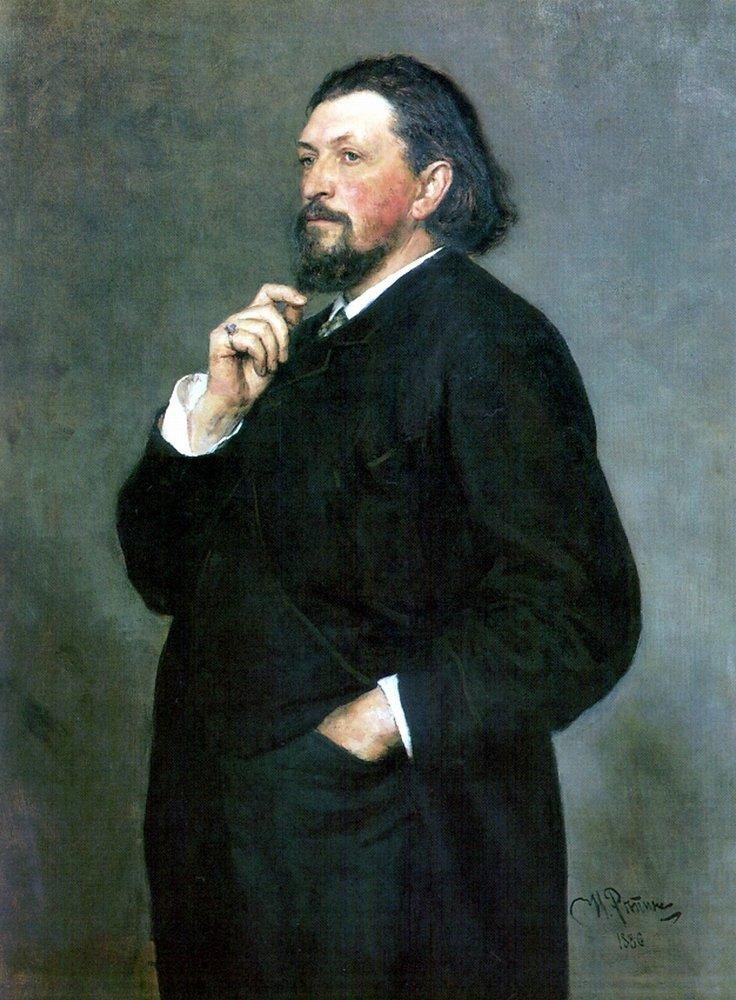
ミトロファン・ベリャーエフの肖像。イリヤ・レーピン画。

ベリャーエフは19世紀中盤から終盤にかけてのロシアにおいて芸術のパトロンになった、数多の新興の工業成金のひとりであった。そうした中にはナジェジダ・フォン・メック、鉄道王サーヴァ・マモントフ、紡績業のパーヴェル・トレチャコフなどが名を連ねる。フォン・メックが後援行為においてノブレス・オブリージュの伝統に則り匿名性を求めた一方、ベリャーエフ、マモントフ、トレチャコフは「大衆の生活に向けて目立った貢献を行うことを望んで」いた。独力で富を築いた彼らはスラヴ主義的な国家観を持ち、ロシアにさらなる大きな栄光がもたらされることを疑わなかった。彼らはこの信条ゆえに貴族に比べて自国の才能の支援に回ることが多く、国際的な芸術家よりも愛国的な芸術家を援助しようとする傾向が強かった。その判断は芸術作品の中にどのような社会的な要求を暗示させたかではなく、「彼らが暮らし、慣れ親しんだ風景、日常生活、人物像に特有の側面を共感的に、巧みに描き出しているかどうか」によってなされた。これはロシア社会、芸術界の中心を席巻するようになっていた愛国心、ロシア至上主義に平行する動きだったのである。
アマチュアのヴィオラ奏者で室内楽に熱心であったベリャーエフは「四重奏の金曜日」をサンクトペテルブルクにある彼の自宅で主催した。こうした集まりに足しげく顔を出したのが1882年にモスクワでベリャーエフと出会ったリムスキー＝コルサコフである。ベリャーエフはグラズノフの交響曲第1番を耳にして以来、音楽のパトロンとなっていた。グラズノフは「四重奏の金曜日」の常連となるばかりでなく、ベリャーエフによって自作を出版してもらい、西ヨーロッパへの演奏旅行をさせてもらっていた。この若き作曲家はツアーで訪れたドイツのヴァイマルにおいてフランツ・リストに面会しているほか、同地では第1交響曲の演奏も行われた。
まもなくベリャーエフは他のロシアの作曲家にも興味を示すようになる。1884年にはロシアの作曲家の草分けであるミハイル・グリンカにちなみ、毎年授与されるグリンカ賞を創設した。ロシアにおける音楽出版の低い品質と同国での出版物が国外で著作権の保護を受けられないことに嫌気がさした彼は、1885年にドイツのライプツィヒに自らの音楽出版社を立ち上げる。この会社からはグラズノフ、リムスキー＝コルサコフ、リャードフ、ボロディンの楽曲が自費出版され、1917年の十月革命に至るまでの間、ロシアの作曲家だけを扱いながらそのカタログは2000を超える作品を誇ることになる。リムスキー＝コルサコフの助言に従い、ベリャーエフは自らのコンサートシリーズであるロシア交響楽演奏会を主催することにもなるが、これもロシアの作曲家だけのための催しであった。リムスキー＝コルサコフ作品の中でも今日西側で最も知名度の高い3作品、交響組曲『シェヘラザード』、序曲『ロシアの復活祭』、『スペイン奇想曲』もこのシリーズのためとして特別に書かれた楽曲である。このシリーズは十月革命勃発まで続けられ、1910年までの間にここで初演された作品の数は165を数えた。多数に上るようになった支援を求める者の中から、どの作曲家に金銭、出版、演奏の援助を行うかを選定するため、ベリャーエフはグラズノフとリャードフ、リムスキー＝コルサコフからなる諮問委員会を設置した。提出された作品と請願の内容を彼らが吟味し、どの作曲家が援助と衆目を集めるに値するかを助言するのである。3人はともに職務を果たしたが、リムスキー＝コルサコフが「事実上」グループの指導的立場に立った。彼自身「純粋に音楽的な事柄により、私がベリャーエフ・サークルのまとめ役となった」と記している。「主催者であるベリャーエフも、私を組織長と看做してあらゆることを相談するとともに、誰に対しても私が長であると述べていた。」
グラズノフ、リャードフ、リムスキー＝コルサコフの元に集った作曲家集団は、外面的にはかつてロシア5人組がそうであったのと同じく愛国的であった。5人組と同じく彼らは余所にないロシア様式のクラシック音楽を信奉しており、それはバラキレフ、ボロディン、リムスキー＝コルサコフの音楽の例にみられるように民謡、また異国風の旋律、和声、リズム要素を用いたものであった。一方で5人組とは異なり、サークルの作曲家たちは作曲におけるアカデミックな、西欧の方法論に立脚した知識の必要性も固く信じていた。西洋の作曲技法の必要性はリムスキー＝コルサコフがサンクトペテルブルク音楽院在職中、彼らの多くに教え込んだのである。バラキレフが率いた5人組の「革命的な」作曲家たちと比較して、リムスキー＝コルサコフが見出したのはベリャーエフ・サークルの面々が「進歩的で（中略）それに倣って技術的な完璧さに非常な重きを置いているが（中略）新しい路を破壊してしまった。速度はより遅かったとはいうものの、それはより安全な形だった。」

## 1887年の訪問
1887年11月、チャイコフスキーはロシア交響楽演奏会の公演のいくつかを聴くのに間に合うようサンクトペテルブルクに到着していた。演奏会の中には『冬の日の幻想』と題した彼の交響曲第1番の最終稿が全曲初演された回や、リムスキー＝コルサコフの交響曲第3番の改訂版が初演された回などがあった。このサンクトペテルブルク行きの前から彼はリムスキー＝コルサコフやグラズノフ、リャードフと交流しながら多くの時間を共にし、滞在中はこれらの人物たちを交えて長い時間を過ごていた。
これに先立つこと9年、チャイコフスキーはフォン・メック宛の書簡の中で5人組を冷酷に分析してみせていた。その当時は彼の中で孤立感と専門性への不安が最も高まった時期だったのである。続く9年の間にムソルグスキーとボロディンはこの世を去り、バラキレフの音楽は傍流へと消え去り、キュイの批判的文書はチャイコフスキーにとってさほど痛いものではなくなっていた。リムスキー＝コルサコフがただひとり作曲家としての活動をそのまま保ち続けていたが、リムスキー＝コルサコフ側の音楽的価値観の移り変わりに伴い彼とチャイコフスキーの間ではこの期間に多くのことが変化していた。チャイコフスキーも変化していた。作曲家としての暮らしは安定を増すと同時に個人的にも以前ほどには孤独ではなくなり、チャイコフスキーはグラズノフ、リャードフ、リムスキー＝コルサコフとの関わりを楽しみ、彼らの音楽にも多くの愉しみを見出していたのである。
チャイコフスキーはリムスキー＝コルサコフの交響曲やグラズノフの『ギリシャの主題による序曲第2番』など、こうしたコンサートで聴いた曲をいくつも称賛していた。彼はグラズノフとリムスキー＝コルサコフに対し、彼らの作品をモスクワの演奏会で確実に取り上げると約束していた。そうした取り決めが計画として立ちあがってこず、チャイコフスキーは急ぎ内密に約束を守ろうとした。それは特に彼が「あらゆる尊敬を得るに値する（中略）傑出した人物」と評するリムスキー＝コルサコフに対する約束においてであった。
1887年12月、西ヨーロッパへ客演指揮者としての演奏旅行に出かける前日、チャイコフスキーはサンクトペテルブルクで足を止めてグラズノフ、リャードフ、リムスキー＝コルサコフに彼がパリに持ち込むことになるかもしれないロシア音楽の詳細なプログラムについて相談を持ちかけた。その演奏会は実現しなかったが、これはロシア音楽を普及させるという自らの責務としてベリャーエフ・サークルの楽曲を売り込もうというチャイコフスキーの心の広さを示す逸話である。

## リャードフ

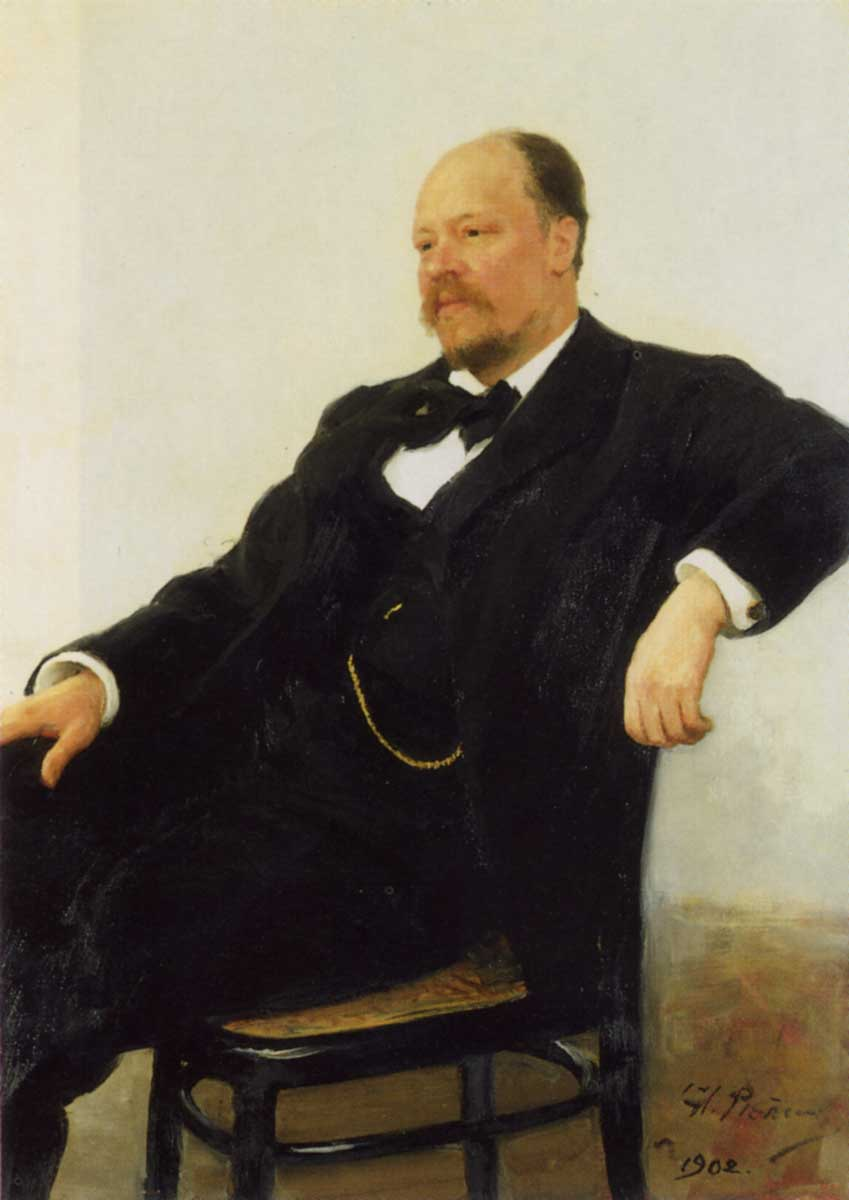
アナトーリ・リャードフの肖像。イリヤ・レーピン画。

それ以前に書簡のやり取りは行っていたが、チャイコフスキーは1887年11月の訪問中にリムスキー＝コルサコフの別の門弟であるリャードフと個人的な面識を得た。リャードフは授業をさぼったためにサンクトペテルブルク音楽院を放校になる、すなわちリムスキー＝コルサコフが支える音楽院でのいち部署で処罰が下ったという、不審な特徴を持つ人物であった。彼はその後復学を許可され、リムスキー＝コルサコフとも友人関係を築いた。またボロディンの管弦楽譜を編集するリムスキー＝コルサコフとバラキレフ、さらに1878年のボロディンのオペラ『イーゴリ公』で「だったん人の踊り」の譜面を作成する作曲者とリムスキー＝コルサコフに力を貸した。リムスキー＝コルサコフやグラズノフ同様、リャードフもサンクトペテルブルク音楽院の教授に就任し、ベリャーエフ・サークルの面々を導いた。リャードフのぐずぐずとした怠け癖が完全に改まることはついになく、このために興行主セルゲイ・ディアギレフから委嘱されたバレエ音楽『火の鳥』を手放すことになるのであった。この委嘱は若きイーゴリ・ストラヴィンスキーが受けることになる。
リムスキー＝コルサコフはリャードフの才能に言及しているが、同じくムソルグスキーも1873年にスターソフに対しリャードフを指して「新しく、紛れなく、独創的で『ロシア的な』若い才能」と評している。しかし、チャイコフスキーは心を動かされていたなかった。1882年、出版社のBeselはリャードフが作曲した独奏ピアノのためのアラベスクに関してチャイコフスキーに意見を問うた。彼は次のように返答している。「この作曲家の音楽よりも退屈な物事はなにひとつ心に思い描くことができません。彼には興味深い和声と和声進行が多くありますが、限りなく小さなものを含めて着想というものは皆無です。」
個人的にリャードフと顔を合わせるより前に、チャイコフスキーはこの姿勢を和らげていたのだろう。彼は若い作曲家に自作のマンフレッド交響曲の写譜を送ることを決める。また実際に出会った人物像は、チャイコフスキー研究の権威であるデイヴィッド・ブラウンの述べるところでは「怠惰で気難しく、極度に人付き合いを嫌うが非常に魅力的」であり、彼のリャードフに対する態度は急激に良い方向へ転換したのであった。この若い作曲家は「親愛なるリャードフ」として知られるようになった。

## 新たな自信と支持
1889年1月にチャイコフスキーがサンクトペテルブルクで聴いた、彼の作品と新ロシア楽派の楽曲で構成されたプログラムによる2つの演奏会が大きな転機となった。彼はベリャーエフ・サークルの一部メンバーと良好な人間関係を維持しており、おそらく敬意も持っていたであろうが、自分が彼らの一員であると認められたことがなかったということに気付いたのである。今やこれらの演奏会の演目を分け合うようになり、彼はもはや自分が仲間外れでないとということに思い至る。彼はフォン・メックにこう綴った。思うにキュイは「私にとって個人的にひどく忌々しいが（中略）このことは私がバラキレフ、リムスキー＝コルサコフ、リャードフ、グラズノフといったその楽派を代表する人物たちを敬い、愛する妨げには少しもなりませんでしたし、彼らに並ぶ形でコンサートという場に出られたことを嬉しく思う気持ちは少しも変わりませんでした。」この告白には、チャイコフスキーが心底快く自らの音楽を愛国的作曲家たちの楽曲と同時に聴かせようという意思が表れている。
この意見を述べたチャイコフスキーからは自分の音楽に対する言外の自信と、彼らの楽曲のどの作品ともうまく渡り合えるという気付きが見て取れる。どのような作品が出来てきたとしても彼に恐れることはなかったのである。また、彼は自らの意見を自分のうちだけに留めておかなかった。彼は世の中から広く自らの音楽上の敵と看做されていたグラズノフ、リャードフ、リムスキー＝コルサコフの音楽に対する奮闘を公然と援助したのである。1892年11月に刊行された週刊新聞「サンクトペテルブルクの生活」（Peterburgskaia zhizn'）の紙上インタビューで彼は次のように語っている。
ロシアの音楽界に広まっている見方によれば、私はある存命のロシア作曲家と対立する派閥の仲間であるという。私が愛し他の誰よりも評価している作曲家 - リムスキー＝コルサコフである。（中略）一言で言うならば、音楽的な独自性は異なっていながらも、我々はひとつの道を追求しているようではないかということ、そして私は、私の側としては、そうした同じ道を目指す仲間を持てたことを誇りに思っているということだ。（中略）リャードフとグラズノフも私に敵対する者として挙げられているが、私は彼らの才能を心から愛し尊重している。
この新たに見出された自信とともに、チャイコフスキーとベリャーエフ・サークルの接触は回数を増していった。リムスキー＝コルサコフは次のように記している。「1891年の冬春、チャイコフスキーがサンクトペテルブルクに来てかなり長い滞在となったが、その時が彼とベリャーエフ・サークル、とりわけグラズノフ、リャードフそして私とのより親密な付き合いの始まりであった。続く数年、チャイコフスキーは非常に頻繁に訪問してくるようになった。」

## 拡大したベリャーエフ・サークルの受容的態度
グラズノフとリャードフはチャイコフスキーと親交を築き彼に魅了されていた。チャイコフスキーの作品を研究したグラズノフはその中に「新しいもの（中略）我々若い音楽家に指南を与えるものをたくさん発見した。とりわけ抒情的で旋律的な作曲家であるチャイコフスキーが、オペラの要素を交響曲に持ち込んでいることは私にとって衝撃的であった。私は彼の発想の広がり、気質、そして構築の完璧さほどには彼の作品の主題素材を評価していなかった。」
タラスキンはこう記す。「チャイコフスキーがグラズノフにとってどう重要性であったのかという感覚は、グラズノフがチャイコフスキーの滞在中に取り組んでいた楽曲である第2交響曲と（中略）難産の末1890年に完成され、彼がチャイコフスキーへと献呈した第3番を比較することにより掴めるのではなかろうか。」タラスキンは第2交響曲を「正真正銘なる当代の5人組様式全集」と呼び、バラキレフ、ボロディン、リムスキー＝コルサコフから採られた数多くの様式上の影響を指摘する。第3交響曲では、グラズノフは愛国主義様式を超えていくことを試み、自分が普遍的な形式、雰囲気、主題だと感じたものを反映させようとした。そしてその作品の抒情的なエピソードにはチャイコフスキーの影響が明瞭に現れており、主題と調性関係はチャイコフスキーの交響曲第4番と交響曲第5番を思わせ、管弦楽法は「暗い二重性」に満ちておりチャイコフスキーの様式に耳を傾けるような楽器法の効果がわずかに見られる。
ベリャーエフ・サークルの中でチャイコフスキーの音楽に影響を受けた作曲家はグラズノフだけではない。リムスキー＝コルサコフは回顧録の中で「チャイコフスキー崇拝と折衷主義とへ向かう傾向」が当時のベリャーエフ一派の作曲家の多くで強まってきており、それは「チャイコフスキーが『スペードの女王』と『イオランタ』で取り入れたウィッグとファージンゲールの時代のイタリア＝フランス音楽（中略）への偏向」と並び生じたことだった。リムスキー＝コルサコフさえもその例外ではなかった。タラスキンはリムスキー＝コルサコフが1895年に作曲したオペラ『クリスマス・イヴ』の第7場は『スペードの女王』の第2幕を下敷きとしており、「『ウィッグとファージンゲール』の音楽が満ち満ちている」と書いている。
公衆の面前では愛想よくあり続けたが、リムスキー＝コルサコフは個人的にチャイコフスキーとの関係が対立的になってきていることを感じ取っていた。彼は自らの支持者の間でチャイコフスキー人気が増してきていることに居心地の悪さを感じており、己に勝るチャイコフスキーの名声を妬む怒りの気持ちが目覚めていた。彼は友人でモスクワの音楽批評家であったセミョン・クルグリコフに恐れを打ち明けている。書簡に綴られているのは、もしチャイコフスキーが検討中のサンクトペテルブルクへの移住を果たした暁には、支持者の一団が「すぐさま彼の周囲に形成され、リャードフとグラズノフは間違いなく加わり、2人の後に多くの者が続くことになります（中略）我々の若い衆（我々の若い衆だけではありません - リャードフをご覧ください）は折衷主義の海に溺れ個性を奪われることになります。」ということだった。この折衷主義について、そしてその中のチャイコフスキーの要素について、リムスキー＝コルサコフは一見淡々とした調子で回顧録に以下のように記している。「この時までにベリャーエフのサークルでは新しい要素の増大と若い血が集まっていた。新しい時代、新しい鳥、新しい歌である。」しかし彼は1890年にクルグリコフに告白している。「新しい時代、新しい鳥、新しい鳥[ママ]、新しい歌 - 我々の鳥がさほど新しくなく、彼らが歌う新しい歌が古いものに劣ることを除いて。」
こうした個人的な疑念がありつつも、チャイコフスキーがベリャーエフ、グラズノフ、リャードフとともに1893年5月のリムスキー＝コルサコフの命名日の祝いに出席すると、リムスキー＝コルサコフは彼に次のシーズンにサンクトペテルブルクで開かれるロシア音楽協会の4つの演奏会を指揮してもらえるよう個人的に依頼した。ややためらった後、チャイコフスキーはこれを受諾する。チャイコフスキーを雇用する条件として、ロシア音楽協会は彼が振ろうと考えている作品の一覧を要求した。彼が提出したリストの中にはリムスキー＝コルサコフの交響曲第3番やグラズノフの管弦楽のための幻想曲『森』などがあった。
これらの出演の初回として、チャイコフスキーは1893年10月28日にソリストにアデーレ・アウス・デア・オーヘを迎えて自作のピアノ協奏曲第1番と交響曲第6番の初演を指揮している。彼が残る3回の演奏会で指揮台に上がることはなかった。1893年11月6日にこの世を去ったからである。この作曲家を偲んでオール・チャイコフスキー・コンサートとなった1893年12月12日開催の第2回企画では、リムスキー＝コルサコフがチャイコフスキーの代役を務めた。プログラムは交響曲第4番、『フランチェスカ・ダ・リミニ』、『スラヴ行進曲』、そしてフェリックス・ブルーメンフェルトが演奏したピアノ独奏曲などで構成された。

## 後世への影響
ベリャーエフ・サークルは愛国的な作曲の楽派であり続けながらも、チャイコフスキー並びに彼の音楽に晒されることを通じて西欧の作曲慣習へより容易く従うことができるようになり、愛国的伝統と西欧の技法を統合した作品を生み出した。しかし、チャイコフスキーの音楽がベリャーエフ一派の作曲家へ与えた影響が長く持続することはなかった。彼らの多くがロシア5人組が歩みを止めた箇所から歩みを進めるも、リムスキー＝コルサコフやバラキレフの作品から得た紋切り型、マンネリズムへと後退していったからである。第3交響曲を作曲した際にはチャイコフスキーの音楽に深く感化されていたグラズノフの場合でさえ、その後の交響曲ではチャイコフスキーの影響はその陰をひそめるようになっていく。彼はこれとそれ以前に受けたバラキレフ、ボロディン、リムスキー＝コルサコフからの影響を調和させることにより、折衷的な円熟の様式にたどり着いた。音楽学者のボリス・シュヴァルツは、この折衷主義がグラズノフの音楽から「独自性の究極的刻印」を事実上奪ってしまうことになり、さらに折衷主義によるアカデミック偏重がグラズノフの霊感を上回ってしまいがちになったとみている。こうした特徴はベリャーエフ一派の他の作曲家にも当てはまり、「ロシア楽派の漸進的アカデミズム化」が「磨き抜かれて正確であるものの独自性に欠ける、『ロシア様式』の作品の生産ラインの出現」へと繋がっていくことになる。

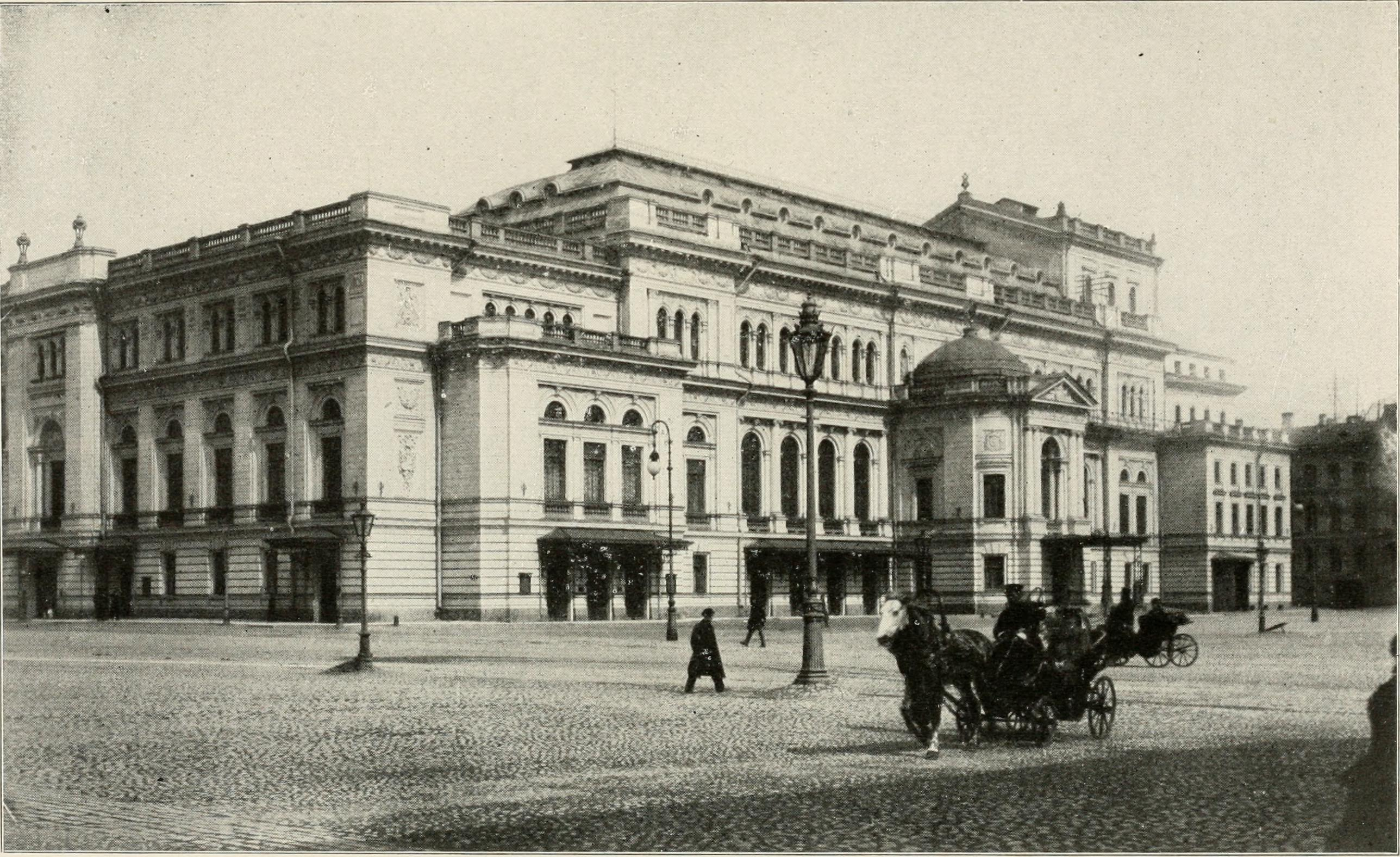
サンクトペテルブルク音楽院

チャイコフスキーの音楽はロシア国内外で人気を博し続け、ベリャーエフ・サークルは彼の学術的な腕前を賞賛したが、彼らはチャイコフスキーの様式を模倣しない道を選択した。このグループの一員となり、ベリャーエフの庇護を受けることを願う作曲家はグラズノフ、リャードフ、リムスキー＝コルサコフが承認する音楽様式で作曲する必要があったためである。その承認された様式には、マースが記すところでは、ムソルグスキーのオペラ『ボリス・ゴドゥノフ』の戴冠式の場面の和声、リムスキー
コルサコフがオペラ『ムラダ』や『サトコ』で見せた色彩豊かな和声処理とオクタトニック、そしてバラキレフの民謡の様式化などが該当する。こうした要素が「ロシアの愛国的音楽を書くにあたってレシピ集となった。国民的人物を描く際には（中略）描かれる題材以上にこれらの技法が蔓延っていた。」タラスキンが記すのはこの作曲様式をなぞることが仕事としての最優先課題となり、5人組が愛好した標題音楽よりも交響曲や室内楽のような絶対音楽が好まれ、バラキレフの『イスラメイ』で使用されていたものやリムスキー＝コルサコフの『シェヘラザード』で多数取り入れられたような東洋色の強い主題がそれについて回ったということである。サンクトペテルブルク音楽院ではリムスキー＝コルサコフが1906年に職を退いた後も彼の娘婿にあたるマクシミリアン・シテインベルクが1920年代に作曲の講義を任されたことにより、好まれる様式で作曲を行うという傾向が続いていく。ドミートリイ・ショスタコーヴィチは「侵すべからざる5人組の礎」や「ニコライ・アンドレイェヴィチの神聖なる伝統」といった表現に典型的に表されているように、シテインベルクの保守的な音楽観に不平を唱えることになる。ベリャーエフ派の美意識は、やがて所属作曲家が数多くロシア中の音楽院で教職に就いたことで広まりを見せていった。ミハイル・イッポリトフ＝イワノフがかつてチャイコフスキーが強大な影響力を誇ったモスクワ音楽院の学長に就任したこと、そしてレインゴリト・グリエールが同様にキエフ音楽院の学長の座に就いたことにより、これらの音楽院が「ベリャーエフの美学と直結する接点を持ち続け」ることが保証されたのである。

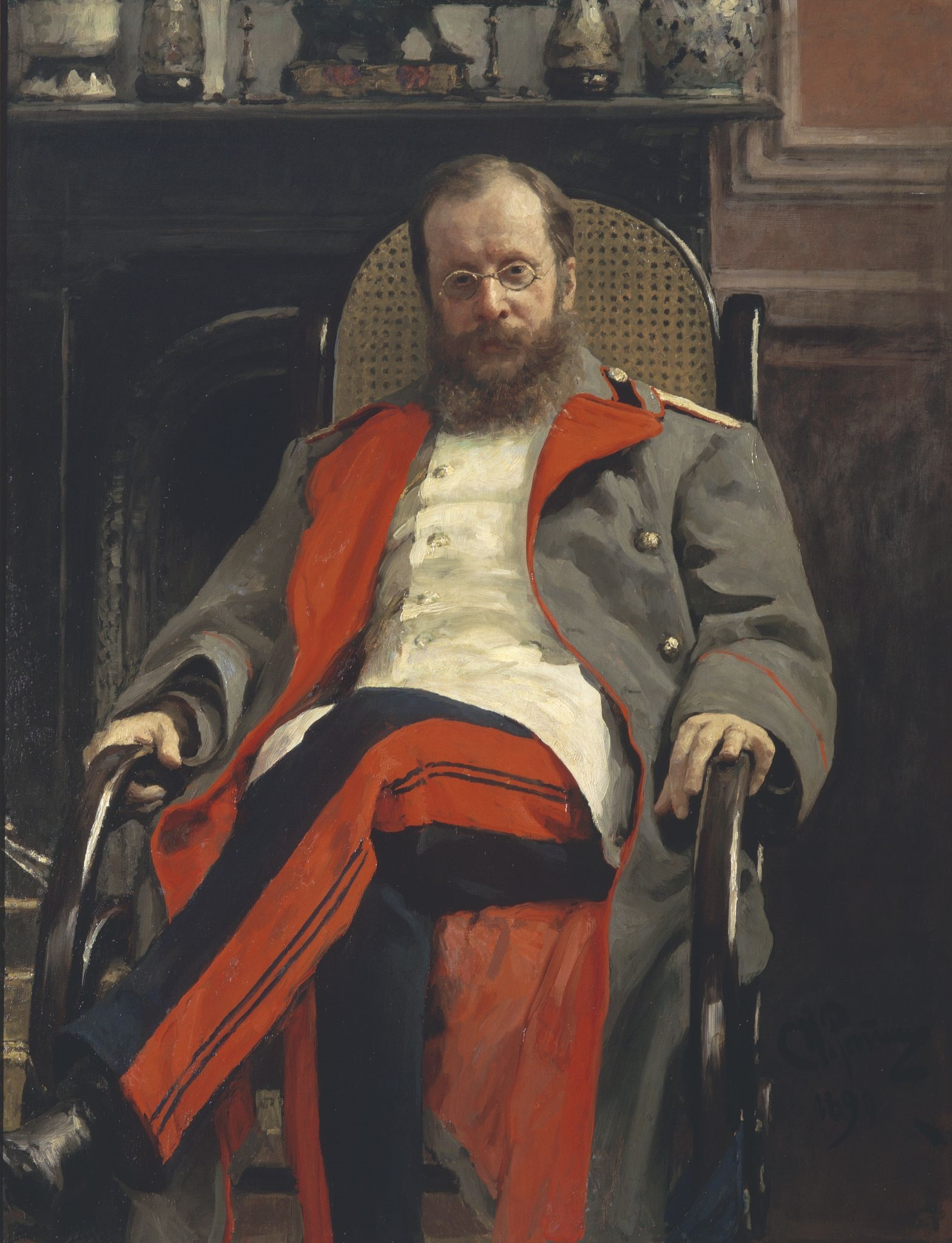
ツェーザリ・キュイの肖像。イリヤ・レーピン画。

ベリャーエフ・サークルの栄華は、2つの理由によりロシア5人組とチャイコフスキーの双方にとって最悪の出来事だったといえるだろう。第1に、ベリャーエフ一派はチャイコフスキーとリムスキー＝コルサコフを通じて確固たるアカデミックな基礎訓練の重要性を認識したわけであるが、彼らが音楽院教育に極端に重きを置くあまり、アカデミック偏重と亜流化を招いてしまったことである。彼らが見逃していたのは、チャイコフスキーがデイヴィッド・ブラウンの呼ぶところの「生まれ持ったロシアらしさと自国の民謡への愛情」を通じた「音楽院での教育の強力な軌道修正」を成し遂げていたこと、そして同様にリムスキー＝コルサコフも極度に衒学的な音楽を書いていた時期を超えた先に均衡のとれた様式に辿り着いたという事実であった。第2に、ベリャーエフ一派は5人組から思想を取り入れて皆で従っていくことになるのだが、彼らが守り抜いたのは5人組の凡庸さという側面であり「無難な順応化」は「次第に規則へと」なっていった。これはかつて5人組に属していたキュイが、1888年に著した論説『父たちと子たち』で論じた点でもある。彼は次のように書いている。「父たちは互いに頻繁に連絡を取り合っていたにもかかわらず、それぞれの独自性を保ち続けた。父たちについてはその音楽のページのひとつを一瞥するだけで、その音楽がボロディン、バラキレフ、ムソルグスキー、チャイコフスキー、もしくは[リムスキー＝]コルサコフの誰のものであるか、確信を持って言い当てるに十分であった。子たちの音楽はクローンたちの音楽である。」タラスキンはこう付け加える。
スターソフが1860年代に必死に抗った音楽界の音楽院主義と職業主義は今や既成事実と化し、新ロシア楽派の作曲家たちはあらゆる権威の座に就いていた。彼らは教え子の作品の「様式と形式を支配する横暴なる権力を拡大し」、「あるアカデミックな型に腕ずくで嵌め込もうと」試みた。彼らは「栄誉や賞を実りない分配方法で」主宰し、「大量の無価値な楽曲の生産活動」を監督したのだった。